# Ryn (Marcjanki)
Ryn – część wsi Marcjanki w Polsce, położona w województwie wielkopolskim, w powiecie konińskim, w gminie Sompolno.
W latach 1975–1998 Ryn administracyjnie należał do województwa konińskiego.